# Acerca del alma
Acerca del alma o Sobre el alma (griego Περὶ Ψυχῆς, Peri Psychēs; latín De Anima; abr.: De an) es un importante tratado escrito por Aristóteles alrededor del 350 a. C. Aunque su tema es el alma, se puede describir como una biopsicología: una descripción del tema de la psicología dentro de un marco biológico. Su discusión se centra en los tipos de almas que poseen los diferentes tipos de seres vivos, que se distinguen por sus diferentes operaciones. Por lo tanto, las plantas tienen la capacidad de alimentarse y reproducirse, el mínimo que debe poseer cualquier tipo de organismo vivo. Los animales inferiores tienen, además, los poderes de percepción sensorial y movimiento propio (acción). Los humanos tienen todo esto así como también el intelecto.
Aristóteles sostiene que el alma (psique, ψυχή) es la forma o esencia de cualquier cosa viviente; no es una sustancia distinta del cuerpo en el que está. Es la posesión de un alma (de un tipo específico) lo que hace que un organismo sea un organismo, y por lo tanto la noción de un cuerpo sin alma, o de un alma en el tipo equivocado de cuerpo, es simplemente ininteligible. (Argumenta que algunas partes del alma, el intelecto, pueden existir sin el cuerpo, pero la mayoría no puede). Es difícil reconciliar estos puntos con la imagen popular de un alma como una especie de sustancia espiritual que "habita" en un cuerpo. Algunos comentaristas han sugerido que el término alma de Aristóteles se traduce mejor como fuerza vital.[¿quién?]
En 1855, Charles Collier publicó una traducción titulada Sobre el principio vital (On the Vital Principle). George Henry Lewes, sin embargo, encontró esta descripción también deficiente.

## División de capítulos
El tratado se divide en tres libros, y cada uno de ellos se divide en capítulos (cinco, doce y trece, respectivamente). El tratado se abrevia casi universalmente como "DA", para "De anima", y los libros y capítulos están enumerados bajo el modelo de Bekker. (Por lo tanto, "DA I.1, 402a1" significa "De anima, libro I, capítulo 1, página 402 de Bekker, columna a [la columna en el lado izquierdo de la página], número de línea 1.)

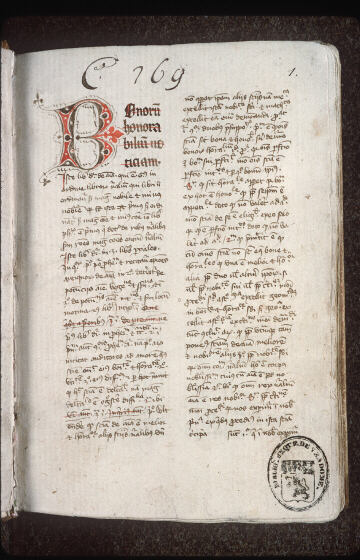
"Expositio et quaestiones" de Aristóteles De Anima (Jean Buridan, c. 1362)

### Libro I
- DA I.1 presenta el tema del tratado;
- DA I.2–5 proporciona un estudio de los puntos de vista de los antecesores de Aristóteles sobre el alma;

### Libro II
- DA II.1–3 da la definición de alma de Aristóteles y describe su propio estudio de la misma, que luego se sigue de la siguiente manera;
- DA II.4 habla de la nutrición y reproducción;
- DA II.5–6 trata de la sensación en general;
- DA II.7–11 habla de cada uno de los cinco sentidos (en el siguiente orden: vista, oído, olfato, gusto y tacto, un capítulo para cada uno);
- DA II.12 de nuevo retoma la cuestión general de la sensación;[6]

### Libro III
- DA III.1 argumenta que no hay más sentidos que los cinco ya mencionados;
- DA III.2 habla del problema de lo que significa "sentir la sensación" (es decir, "ser consciente" de la sensación);
- DA III.3 investiga la naturaleza de imaginación;
- DA III.4–7 trata del pensamiento y el intelecto, o mente;
- DA III.8 articula la definición y la naturaleza del alma;
- DA III.9–10 habla del movimiento de animales que poseen todos los sentidos;
- DA III.11 habla del movimiento de los animales que poseen el tacto únicamente;
- DA III.12–13 aborda la pregunta de cuáles son los constituyentes mínimos de tener un alma y estar vivo.

## Resumen

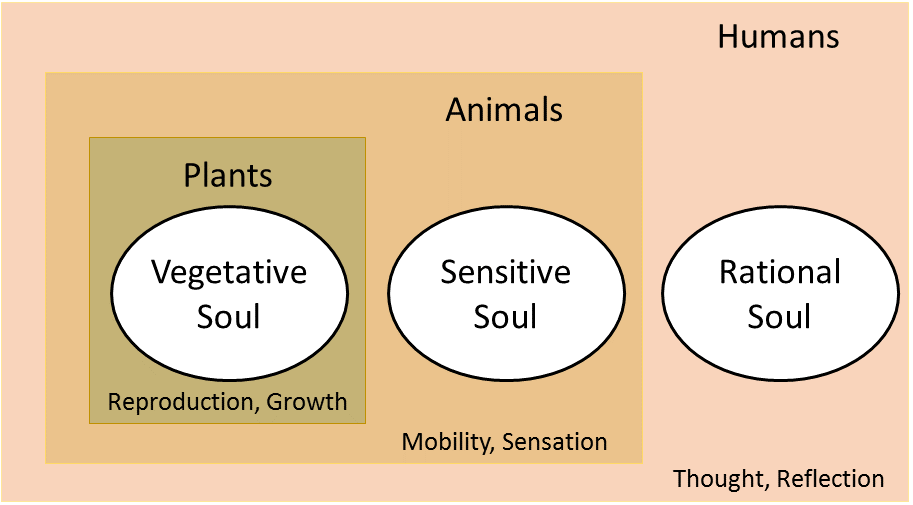
Aristóteles describe la estructura de las almas en las plantas, animales, y humanos en los Libros II e III.

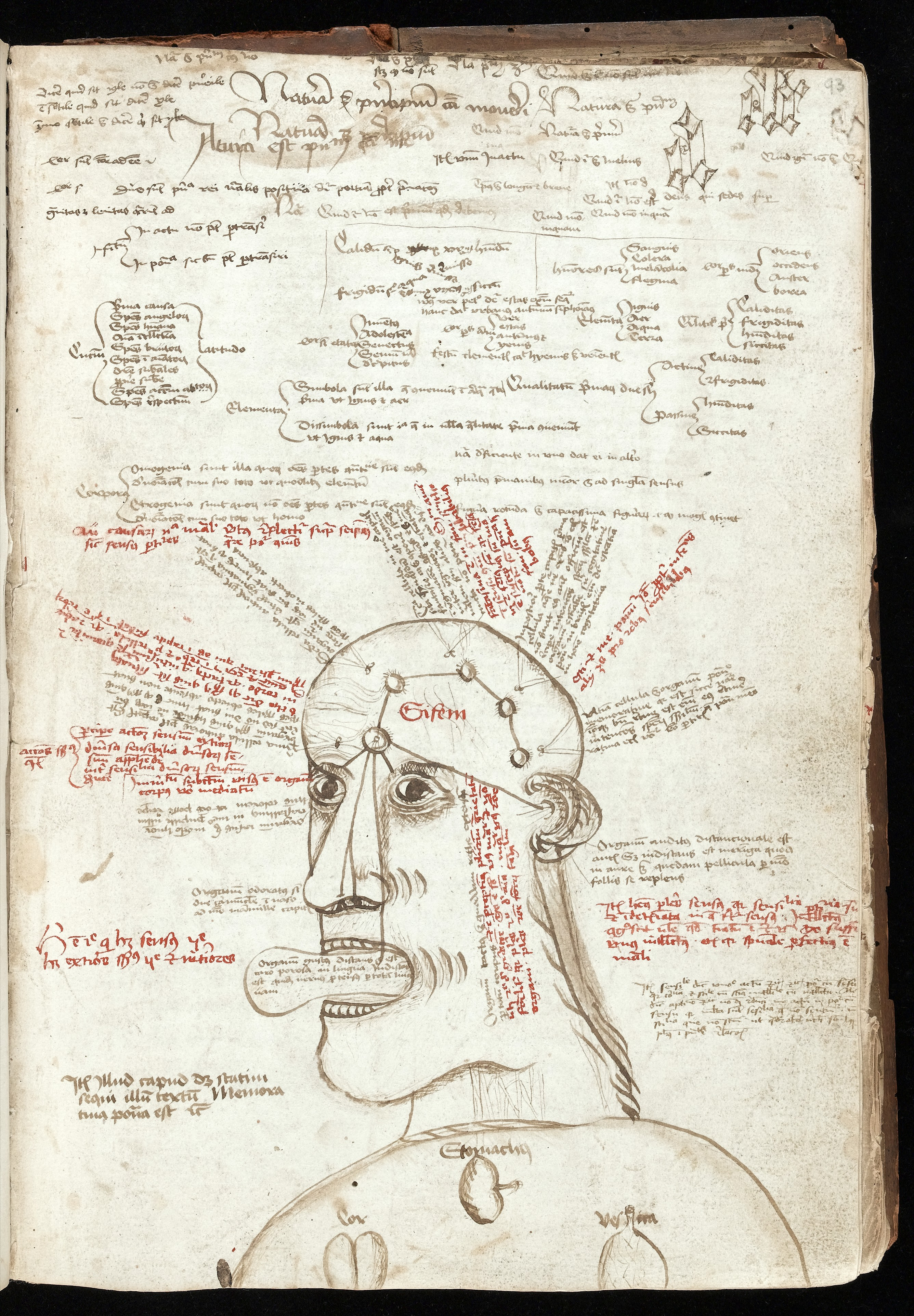
Esquema del funcionamiento cerebral en un manuscrito De anima.

El libro I contiene un resumen del método de investigación de Aristóteles y una determinación dialéctica de la naturaleza del alma. Comienza admitiendo que intentar definir el alma es una de las preguntas más difíciles del mundo. Pero propone un método ingenioso para abordar la pregunta: así como podemos llegar a conocer las propiedades y operaciones de algo a través de la demostración científica (por ejemplo, una prueba geométrica de que un triángulo tiene sus ángulos interiores iguales a dos ángulos rectos), ya que el principio de todo demostración científica es la esencia del objeto, por lo que también podemos llegar a conocer la naturaleza de una cosa si ya conocemos sus propiedades y operaciones. Es como encontrar el término medio para un silogismo con una conclusión conocida. Por lo tanto, debemos buscar tales operaciones del alma para determinar qué tipo de naturaleza tiene. A partir de una consideración de las opiniones de sus predecesores, un alma, concluye, será eso en virtud de la cual los seres vivos tienen vida.
El libro II contiene su determinación científica de la naturaleza del alma, un elemento de su biología. Al dividir la sustancia en sus tres significados (materia, forma y lo que está compuesto de ambos), muestra que el alma debe ser la primera actualidad de un cuerpo naturalmente organizado. Esta es su forma o esencia. No puede ser materia porque el alma es eso en virtud de lo cual las cosas tienen vida, y la materia solo es en potencia. El resto del libro se divide en una determinación de la naturaleza de las almas vegetativas (1) y sensitivas (2).Todas las especies de seres vivos, plantas o animales, deben ser capaces de alimentarse y reproducir otras del mismo tipo.Todos los animales tienen, además del poder nutritivo, la percepción sensorial, y, por lo tanto, todos tienen al menos el sentido del tacto, que, según él, presupone todos los demás sentidos, y la capacidad de sentir placer y dolor, que es el tipo de percepción más simple. Si pueden sentir placer y dolor, también tienen deseos. Además, algunos animales tienen otros sentidos (vista, oído, gusto) y otros tienen versiones más sutiles de cada uno (la capacidad de distinguir objetos de una manera compleja, más allá del mero placer y el dolor). Aristóteles explica cómo funcionan estos. Algunos animales tienen además la capacidad de la memoria, la imaginación y el movimiento propio.
El libro III analiza la mente o el alma racional, que pertenece solo a los humanos. Argumenta que el pensamiento es diferente tanto de la percepción sensorial como de la imaginación porque los sentidos nunca pueden mentir y la imaginación es un poder para hacer que algo percibido vuelva a aparecer, mientras que pensar a veces puede ser falso. Y dado que la mente puede pensar cuando lo desea, debe dividirse en dos intelectos: uno que contenga todas las ideas de la mente que puedan ser consideradas, y otro que las ponga en práctica, es decir, que estén realmente pensando en ellas. Estos son llamados el Intelecto Paciente y Agente. El posible intelecto es una "tabula rasa" y el almacén de todos los conceptos, es decir, ideas universales como la de "triángulo", "árbol", "hombre", "rojo", etc. Cuando la mente desea pensar, el intelecto agente recuerda estas ideas del intelecto paciente y las combina para formar pensamientos. El intelecto agente es también la facultad que abstrae lo "qué es" y los almacena en el intelecto paciente. Por ejemplo, cuando un estudiante aprende una prueba del teorema de Pitágoras, su intelecto agente abstrae la inteligibilidad de todas las imágenes que su ojo siente (y que son el resultado del traspaso de las percepciones sensoriales a espíritus inmateriales), por ejemplo, los triángulos y cuadrados en los diagramas, y almacena los conceptos que conforman la prueba en su intelecto paciente. Cuando se desea recordar la prueba, por ejemplo, para la demostración en clase al día siguiente, el intelecto agente recuerda los conceptos y sus relaciones del intelecto paciente y formula las declaraciones que conforman los argumentos en la prueba.
El argumento a favor de la existencia del intelecto agente en el Capítulo V, tal vez debido a su expresión, se ha interpretado de diversas maneras. Una interpretación escolástica estándar se da en el Comentario sobre De anima por Tomás de Aquino cuando era regente en el studium provinciale en Santa Sabina en Roma, el precursor de la Universidad Pontificia de Santo Tomás de Aquino, Angelicum. El comentario de Aquino se basa en una traducción del texto del griego que completó el asociado dominicano de Aquino en Viterbo William de Moerbeke en 1267. El argumento, tal como lo interpreta Santo Tomás de Aquino, es algo así: en toda naturaleza que a veces es en potencia o en acto, es necesario postular un agente o causa dentro de ese género que, al igual que el arte en relación con su respectiva materia, pone el objeto en acción. Luego, el alma a veces es en potencia y acto. Por lo tanto, el alma debe tener esta diferencia. En otras palabras, dado que la mente puede pasar de no comprender a comprender y de saber a pensar, debe haber algo que haga que la mente pase de no saber nada a saber algo, y de saber algo pero no pensar en eso a pensar realmente eso.
Aristóteles también sostiene que la mente (solo el intelecto agente) es inmaterial, capaz de existir sin el cuerpo e inmortal. Sus argumentos son notoriamente ambiguos. Esto ha causado mucha confusión a lo largo de los siglos, causando una rivalidad entre diferentes escuelas de interpretación, sobre todo, entre el comentarista árabe Averroes y Santo Tomás de Aquino. Un argumento para su existencia inmaterial es el siguiente: si la mente fuera material, tendría que poseer un órgano de pensamiento correspondiente. Y dado que todos los sentidos tienen sus correspondientes órganos sensoriales, pensar sería como sentir. Pero la detección nunca puede ser falsa, y por lo tanto, pensar nunca podría ser falso. Y esto, por supuesto, es falso. Por lo tanto, concluye Aristóteles, la mente es inmaterial.
Quizás el argumento más importante pero oscuro de todo el libro es la demostración de Aristóteles de la inmortalidad de la parte pensante del alma humana, también en el Capítulo V. Tomando una premisa de su Física, que como una cosa actúa, así es, argumenta que puesto que la mente actúa sin órgano corporal, existe sin el cuerpo. Y si existe aparte de la materia, por lo tanto no puede corromperse. Y por eso la mente humana es inmortal.

## Paráfrasis árabe
En la Antigüedad tardía, los textos aristotélicos se reinterpretaron en términos neoplatónicos. Hay una paráfrasis de De Anima que sobrevive en la tradición árabe que refleja tal síntesis neoplatónica. El texto fue traducido al persa en el siglo XIII. Probablemente se basa en un original griego que ya no existe, y que se sincronizó aún más en el proceso heterogéneo de adopción en la literatura árabe temprana.
Una posterior traducción al árabe de De Anima se debe a Ishaq ibn Hunayn. Ibn Zura hizo una traducción al árabe del siríaco. Las versiones árabes muestran una historia complicada de mutua influencia. Avicena escribió un comentario sobre De Anima, que fue traducido al latín por Miguel Escoto. Averroes usó dos traducciones árabes, en su mayoría basadas en la de Ishaq ibn Hunayn, pero ocasionalmente citó la más antigua como una alternativa. Zerahiah ben Shealtiel Ḥen  tradujo De anima de Aristóteles del árabe al hebreo en 1284. Tanto Averroes como Zerahiah usaron la traducción de Ibn Zura.

## Traducciones inglesas
- Mark Shiffman, De Anima: On the Soul, (Newburyport, MA: Focus Publishing/R. Pullins Co, 2011). ISBN 978-1585102488978-1585102488
- Joe Sachs, Aristotle's On the Soul and On Memory and Recollection (Green Lion Press, 2001). ISBN 1-888009-17-91-888009-17-9
- Hugh Lawson-Tancred, De Anima (On the Soul) (Penguin Classics, 1986). ISBN 978-0140444711978-0140444711
- Hippocrates Apostle, Aristotle's On the Soul, (Grinell, Iowa: Peripatetic Press, 1981). ISBN 0-9602870-8-60-9602870-8-6
- D.W. Hamlyn, Aristotle De Anima, Books II and III (with passages from Book I), translated with Introduction and Notes by D.W. Hamlyn, with a Report on Recent Work and a Revised Bibliography by Christopher Shields (Oxford: Clarendon Press, 1968).
- Walter Stanley Hett, On the Soul (Cambridge, Mass. : Harvard University Press "Loeb Classical Library", 1957).
- John Alexander Smith, On the Soul (1931)
  - MIT Internet Classics Archive Archivado el 6 de enero de 2011 en Wayback Machine.
  - Adelaide Archivado el 10 de noviembre de 2018 en Wayback Machine.
  - Google Books (enlace roto disponible en Internet Archive; véase el historial, la primera versión y la última).
  - Classics in the History of Psychology
  - UVa EText Center
  - Georgetown
- R. D. Hicks, Aristotle De Anima with Translation, Introduction, and Notes (Cambridge University Press, 1907).
  - Archive.org
  - Free Audiobook (Public Domain) of De Anima at Archive.org
- Edwin Wallace, Aristotle's Psychology in Greek and English, with Introduction and Notes by Edwin Wallace (Cambridge University Press, 1882).
  - Archive.org
- Thomas Taylor, On the Soul (Prometheus Trust, 2003, 1808). ISBN 1-898910-23-51-898910-23-5